# Rattus pyctoris
Rattus pyctoris là một loài động vật có vú trong họ Chuột, bộ Gặm nhấm. Loài này được Hodgson mô tả năm 1845.